# Maestro dei fiori guardeschi
 (mars 2012).
Si vous disposez d'ouvrages ou d'articles de référence ou si vous connaissez des sites web de qualité traitant du thème abordé ici, merci de compléter l'article en donnant les références utiles à sa vérifiabilité et en les liant à la section « Notes et références ».
Le Maestro dei fiori guardeschi (Maître des fleurs Guardi ) est un peintre italien anonyme qui est actif entre 1730 et 1760 à Venise. 

## Biographie
Maestro dei fiori guardeschi est le nom donné à un peintre actif au XVIIIe siècle à qui l'on attribue à partir d'un profil stylistique et d'éléments communs ou similaires, certaines œuvres restées anonymes. Le maestro a été assimilé longtemps à Francesco Guardi.
L'épithète dei fiori guardeschi provient d'une série de tableaux de compositions florales dont on ne connaît pas l'auteur et qui sert de base pour les attributions successives.
Il s'agit sûrement d'un peintre ayant évolué dans le cercle du peintre vénitien et dont les œuvres sont innovantes par rapport aux canons traditionnels de la nature morte. Ses tableaux de composition florales asymétriques et indisciplinées ont des couleurs scintillantes, fruit d'un coup de pinceau libre et délié. Il semble avoir été influencé par les styles de Margherita Caffi et d'Elisabetta Marchioni. 

## Œuvres
- Capriccio floreale con fiasca
- Capriccio con vasi di fiori vari, frutti e cagnolino
- Natura morta di fiori con gallo, huile sur toile de 109,5 cm × 153 cm[2].
- Natura morta di fiori con pappagallo e colomba, huile sur toile de 109,5 cm × 153 cm[3].